# スターオーシャンEX
『スターオーシャンEX』（スターオーシャンイーエックス、STAR OCEAN EX）は、PlayStation用ゲームソフト『スターオーシャン セカンドストーリー』および東まゆみによる同ゲームの漫画化作品を原作とした日本のテレビアニメである。2001年4月から9月まで放送された。

## 概要
略称は「SOEX」。本作は東まゆみのコミカライズ版『スターオーシャン セカンドストーリー』をベースにしている。終盤は伏線を全部回収するべくほぼオリジナル展開となっている。
インターネット配信では2004年4月2日から4月13日にかけてアニメch.comで第1話が無料配信され、4月13日から10月31日まで有料配信された。その後、同年12月1日から翌年4月1日に再び配信された。加えて2004年6月から2005年3月31日、アニメイトTVで有料配信された。
台湾では2003年と2004年に東森綜合台、2004年には中國電視公司（中視）で放送された。韓国では2003年から2004年にTooniverseから放送された。

## ストーリー
父親の指揮する戦艦カルナスに乗船し、惑星調査に同行していた少年のクロードは、謎の時空転送装置により、未開惑星「エクスペル」へと飛ばされてしまう。エクスペルには、巨大隕石ソーサリーグローブの飛来から異形の魔物たちが現れるようになっていた。そこで魔物に襲われていた少女のレナを助けたことから、元の世界へ戻るための旅が始まる。

## 登場人物

### メインキャラクター
クロード・C・ケニー
声 - 結城比呂（幼少期 - 若林直美）
本作の主人公。銀河連邦の少尉である少年。フェイズガンを除いてゲーム版での技を使わない漫画版と異なり、ゲーム版の技の一つである空破斬を決め技として多用するほかにディアスの技を習得しており、ゲーム本編では使用不可の技である鳳吼破を使用する。
レナ・ランフォード
声 - 飯塚雅弓
エクスペルのアーリア村に住む少女。体術は扱う描写はあるが、ゲーム版と漫画版に比べると守られる役割が多くむしろ回復能力の方に重点を置かれている。
セリーヌ・ジュレス
声 - 金月真美
エクスペルのマーズ村出身の紋章術師。本作では恋愛要素は薄く、パーティ内のお姉さん的な色合いが強い。
アシュトン・アンカース
声 - 関智一
双頭の魔龍であるギョロ（声 - うすいたかやす）とウルルン（声 - 志村知幸）に取り憑かれた二刀流の紋章剣士。本作では憑依されている時以外はほとんど戦えないヘタレ的部分が強調されている。
ディアス・フラック
声 - 子安武人
エクスペルのアーリア村出身の流浪の剣士。パーティに参加することはほとんどなく、行く先々で共闘することが多い。剣技・空破斬や鳳吼破をクロードに教えるほかに最終決戦では朱雀衝撃破も披露する。
プリシス・F・ノイマン
声 - 半場友恵
エクスペルのリンガに暮らす発明家の少女。改造用のロボット「メカフォース」を持つ。コーヒーにラズベリージャムではなくトウガラシをいれるなどドジをすることもある。
ボーマン・ジーン
声 - 松本保典
エクスペルのリンガに住む薬剤師。本作では戦闘する場面は皆無であり、年長者という立場から一行への助言を行うことが多い。
レオン・D・S・ゲーステ
声 - 三橋加奈子
エクスペルのラクールに住む天才科学者の少年。隕石ソーサリーグローブの研究をしている。
オペラ・ヴェクトル
声 - 松本梨香
テトラジェネスの貴族・ヴェクトル家の令嫁。恋人のエルネストを追いかけて宇宙を旅している。
エルネスト・レヴィード
声 - 家中宏
テトラジェネスの考古学者。まだ見ぬ遺跡を求めて旅しており、オペラとは師弟関係で恋人同士でもある。

### サブキャラクター
チン
声 - 岸尾大輔
チンピラ三人衆のリーダー格の大柄な男。漫画版のオリジナルキャラクターである「ガゼル・キア」を元にしている。
ピー
声 - 吉野裕行
チンピラ三人衆の一人で中肉中背の男。漫画版のオリジナルキャラクターである「ジミィ」を元にしている。
ラー
声 - 浜田賢二
チンピラ三人衆の一人で太った小男。漫画版のオリジナルキャラクターである「トンブー」を元にしている。
ガブリエル
声 - 櫻井孝宏
ソーサリーグローブに宿った魂であり、全ての元凶とも言える存在。
ソーサリーグローブ
声 - 櫻井孝宏
ソーサリーグローブそのものが巨大な一つ目の怪物に変異したもの。その正体はガブリエルの配下で、エクスペルの消滅のため動いていた。圧倒的な力でクロードたちを追い詰めるが、最後はクロードのフェイズガンによって消滅し黒い月をエクスペルに落下させ「私を倒してもマスターの計画は終わらない」と嘲笑いながら消え去った。
しかし、ジーネの力で時間を停止させられ、その間にガブリエルたちの本拠地に乗り込むという結末となった。このため原作同様、黒幕との決着はつかずじまいとなっている。

## スタッフ
- 原作・キャラクター原案 - 東まゆみ
- 監督 - わたなべひろし
- シリーズ構成 - 関島眞頼、金巻兼一
- キャラクターデザイン - 倉田綾子
- メカニックデザイン - 寺岡賢司
- 美術監督 - 吉原俊一郎
- 色彩設計 - 松本真司
- 撮影監督 - 青木孝司、桑良人
- 編集 - 森田清次
- 音響監督 - 菊田浩巳
- 音楽 - 桜庭統
- プロデューサー - 東不可止、山西太平、豊住政弘
- 製作 - テレビ東京、電通、スタジオディーン

## 主題歌
オープニングテーマ「To the Light」
作詞 - Kentaro / 作曲・編曲 - 葉山拓亮 / 歌 - 八反安未果
エンディングテーマ「Hearts」
作詞 - 久世まりあ / 作曲・編曲 - 馬飼野康二 / 歌 - 西端さおり

## 各話リスト
| 話数         | サブタイトル               | 脚本         | 絵コンテ                    | 演出                    | 作画監督         | 放送日        |
| ------------ | -------------------------- | ------------ | --------------------------- | ----------------------- | ---------------- | ------------- |
| Navigation1  | 時空転送                   | 金巻兼一     | わたなべひろし 松下ユキヒロ | 吉田俊司                | 倉田綾子         | 2001年 4月3日 |
| Navigation2  | 遭遇（コンタクト）         | 関島眞頼     | 西村純二                    | 上坪亮樹                | 畑良子           | 4月10日       |
| Navigation3  | 魔石                       | 金巻兼一     | 松下ユキヒロ                | 松下ユキヒロ            | 松島晃           | 4月17日       |
| Navigation4  | 紋章術師                   | 金巻兼一     | 西村純二                    | 新留俊哉                | 河南正昭         | 4月24日       |
| Navigation5  | 空破斬                     | 荒木憲一     | 松下ユキヒロ                | 吉田俊司                | 倉田綾子         | 5月1日        |
| Navigation6  | 双頭竜                     | 高山カツヒコ | 平田智浩                    | 上坪亮樹                | 畑良子           | 5月8日        |
| Navigation7  | 異邦人（テトラジェネス）   | 西園悟       | 松下ユキヒロ                | 松下ユキヒロ            | 松島晃           | 5月15日       |
| Navigation8  | 涙                         | 西園悟       | 新留俊哉                    | 新留俊哉                | 佐藤和巳         | 5月22日       |
| Navigation9  | 潮風（ハーリー）           | 金巻兼一     | 西村純二                    | 吉田俊司                | 倉田綾子         | 5月29日       |
| Navigation10 | 幽霊船                     | 荒木憲一     | 松下ユキヒロ                | 上坪亮樹                | 河南正昭         | 6月5日        |
| Navigation11 | 発明少女                   | 高山カツヒコ | 松下ユキヒロ                | 池田重隆                | 清水博幸         | 6月12日       |
| Navigation12 | 月光花（メトークス）       | 西園悟       | 新留俊哉                    | 新留俊哉                | 畑良子           | 6月19日       |
| Navigation13 | 暴走                       | 西園悟       | 松下ユキヒロ                | 松下ユキヒロ            | 佐藤和巳         | 6月26日       |
| Navigation14 | 魔剣（ラクール）           | 金巻兼一     | 西村純二                    | 吉田俊司                | 倉田綾子         | 7月3日        |
| Navigation15 | 疑惑                       | 高山カツヒコ | 松下ユキヒロ                | 上坪亮樹                | 河南正昭         | 7月10日       |
| Navigation16 | 少年（レオン）             | 荒木憲一     | 池田重隆                    | 池田重隆                | 清水博幸         | 7月17日       |
| Navigation17 | 遺跡                       | 西園悟       | 新留俊哉                    | 新留俊哉                | なかじまちゅうじ | 7月24日       |
| Navigation18 | 要塞                       | 西園悟       | 松下ユキヒロ                | 松下ユキヒロ            | 佐藤和巳         | 7月31日       |
| Navigation19 | 孤独                       | 荒木憲一     | 西村純二                    | 吉田俊司                | 倉田綾子         | 8月7日        |
| Navigation20 | 希望                       | 関島眞頼     | 松下ユキヒロ                | 上坪亮樹                | 河南正昭         | 8月14日       |
| Navigation21 | 再会                       | 金巻兼一     | 西村純二                    | 池田重隆                | 清水博幸         | 8月21日       |
| Navigation22 | 仲間                       | 西園悟       | 新留俊哉                    | 新留俊哉                | なかじまちゅうじ | 8月28日       |
| Navigation23 | 決戦（ラクールホープ）     | 荒木憲一     | 松下ユキヒロ                | 松下ユキヒロ            | 佐藤和巳         | 9月4日        |
| Navigation24 | 機械城                     | 金巻兼一     | 西村純二                    | 吉田俊司                | 倉田綾子         | 9月11日       |
| Navigation25 | 輝光石（エナジーストーン） | 金巻兼一     | 西村純二                    | 上坪亮樹                | なかじまちゅうじ | 9月18日       |
| Navigation26 | 勇者（クロード）           | 関島眞頼     | 松下ユキヒロ                | わたなべひろし 平向智子 | 倉田綾子         | 9月25日       |

## 放送局
| 放送地域       | 放送局         | 放送期間                                               | 放送日時                 | 放送系列             |
| -------------- | -------------- | ------------------------------------------------------ | ------------------------ | -------------------- |
| 関東広域圏     | テレビ東京     | 2001年4月3日 - 9月25日                                 | 火曜 18時30分 - 19時00分 | テレビ東京系列       |
| 北海道         | テレビ北海道   | 2001年4月3日 - 9月25日                                 | 火曜 18時30分 - 19時00分 | テレビ東京系列       |
| 愛知県         | テレビ愛知     | 2001年4月3日 - 9月25日                                 | 火曜 18時30分 - 19時00分 | テレビ東京系列       |
| 大阪府         | テレビ大阪     | 2001年4月3日 - 9月25日                                 | 火曜 18時30分 - 19時00分 | テレビ東京系列       |
| 岡山県・香川県 | テレビせとうち | 2001年4月3日 - 9月25日                                 | 火曜 18時30分 - 19時00分 | テレビ東京系列       |
| 福岡県         | TVQ九州放送    | 2001年4月3日 - 9月25日                                 | 火曜 18時30分 - 19時00分 | テレビ東京系列       |
| 日本全域       | AT-X           | 2001年11月4日 - 2002年4月28日 2002年7月30日 - 10月25日 |                          | アニメ専門チャンネル |

## 関連商品

### DVD・VHS
『スターオーシャンEX TVシリーズ』全9巻（ムービック）

### ドラマCD
スターオーシャンEX ドラマCD
ムービックより2001年7月から12月にかけて発売された。全5巻。TVシリーズとは世界設定が異なっている。